# Ateneu Mecànic
Ateneu Mecànic (en grec antic: Ἀθήναιος, llatí: Athenaeus) fou un escriptor i enginyer de l'antiga Grècia que va escriure una obra sobre maquinària de setge, que s'ha conservat fins als nostres dies.
La seva obra, intitulada Περὶ Μηχανημάτων (Perí Mekhanemáton, 'Sobre les màquines de guerra'), és dedicada a Marcel; segons Smith, seria el conqueridor de Siracusa Marc Claudi Marcel, de manera que Ateneu hauria viscut al segle iii aC, i es tractaria del mateix personatge que Ateneu de Cízic, esmentat per Procle com a matemàtic distingit. No obstant això, hom ha fet notar que Ateneu sembla que cita autors posteriors al segle iii aC, de manera que l'esmentat Marcel no podria ser el cònsol de segle iii aC. Hi ha autors que consideren que és el mateix personatge que Ateneu de Selèucia, filòsof peripatètic natural de Selèucia d'Isàuria, conegut per les referències d'Estrabó. Sembla, en efecte, que Ateneu hauria pogut viure a mitjan segle i aC, atès que esmenta tècniques de combat documentades a començament d'aquest segle. Si és així, el dit Marcel podria haver estat Marc Claudi Marcel, el nebot d'August.